# الکترا (شخصیت کمیک)
الکترا ناچیوس (به انگلیسی: Elektra Natchios) یک شخصیت داستانی است که در کتاب‌های مصور آمریکایی منتشر شده توسط مارول کامیکس ظاهر می‌شود. او در ابتدا به‌عنوان یک شخصیت فرعی برای ابرقهرمان مت مورداک / دردویل خلق شد، که الکترا در مقابل او نقش دشمن شرور، علاقه‌مندی عاشقانه و بعدها متحد قهرمانانه داشت. این شخصیت توسط فرانک میلر خلق و برای اولین بار در شماره ۱۶۸ سری دردویل (ژانویه ۱۹۸۱) ظاهر شد. طبیعت خشونت‌آمیز و سبک زندگی مزدوری او منبعی از تعارض بین او و دردویل بوده است که در سال ۲۰۲۰ به تبدیل شدن او به دومین دردویل منجر شد.
این شخصیت یک آدم‌کش حرفه‌ای با تبار یونانی‌ است که از دو سای به‌عنوان سلاح ویژه‌اش استفاده می‌کند. الکترا یکی از شناخته‌شده‌ترین آثار فرانک میلر است و در دو مینی‌سری که خودش نویسندگی کرده بود، یعنی الکترا: آدم‌کش و دردویل: مرد بدون ترس، همچنین در یک رمان گرافیکی به نام الکترا دوباره زنده است پس از اولین حضورهایش در سری دردویل میلر ظاهر شد. بعدها در داستان‌های معاصر متعددی توسط نویسندگان مختلف حضور یافت، هرچند مارول قول داده بود بدون اجازهٔ میلر شخصیت را احیا نکند. او شخصیت اصلی سه سریال بود: اولی که توسط پیتر میلیگان و لری هاما نوشته شده و توسط مایک دیوداتو جونیور طراحی شده بود (۱۹۹۶ تا ۱۹۹۷)؛ دومی که عمدتاً توسط گرگ روکا نوشته شده بود (۲۰۰۱ تا ۲۰۰۳)؛ و سومی که توسط هایدن بلکمن نوشته شده بود (۲۰۱۴ تا ۲۰۱۵). همچنین به‌عنوان شخصیت فرعی در سریال‌های ولورین و دیگر سریال‌ها و مینی‌سری‌ها ظاهر شده است.
جنیفر گارنر نقش الکترا را در فیلم‌های دردویل (۲۰۰۳)، الکترا (۲۰۰۵)، و ددپول و ولورین (۲۰۲۴) بازی کرده است. الودی یونگ شخصیت الکترا ناچیوس را در سریال‌های دنیای سینمایی مارول دردویل (۲۰۱۶) و مدافعان (۲۰۱۷) بازی کرده است.